# Klaus-Michael von Keussler
Klaus-Michael von Keussler (* 12. Dezember 1939 in Königsberg) ist ein deutscher Jurist und ehemaliger Fluchthelfer an der innerdeutschen Grenze.

## Werdegang
Klaus von Keussler studierte zunächst Rechtswissenschaften an der Universität Hamburg, ab Sommer 1961 an der Freien Universität Berlin. In Berlin bezog er ein Zimmer im Wohnheim der Kirchlichen Hochschule in Berlin-Zehlendorf. Dort kam er über Kommilitonen mit der studentischen Fluchthelfergruppe um Wolfgang Fuchs in Kontakt.
Von Keussler war zwischen 1962 und 1964 am Bau mehrerer Fluchttunnel zwischen Ost- und West-Berlin beteiligt. Erfolgreichste Aktion war der Tunnel 57. Als Filmteam getarnt mieteten von Keussler und die Fluchthelfergruppe im Juni 1963 in der Bernauer Straße 97 eine ehemalige Bäckerei mit Kellerräumen an. Ihr Plan sah vor, einen zehn Meter tiefen und 145 Meter langen Tunnel quer zum Mauerverlauf bis zur Strelitzer Straße 54 zu graben. Bis Oktober 1964 grub die Gruppe den Fluchttunnel nach Ost-Berlin. Zwischen dem 2. Oktober und dem 4. Oktober 1964 gelangten 57 Personen durch den Stollen nach West-Berlin.
Später war Klaus von Keussler viele Jahre in der Internationalen Zusammenarbeit, unter anderem bei den Vereinten Nationen, tätig. 1992 ging er nach Erfurt und arbeitete bis zu seiner Pensionierung als leitender Ministerialrat im Thüringer Finanzministerium.

## Ehrungen
- 2012: Verdienstkreuz am Bande der Bundesrepublik Deutschland

## Schriften
- Fluchthelfer: die Gruppe um Wolfgang Fuchs – Berlin: Berlin Story-Verlag 2015, ISBN 978-3-95723-013-3 (mit Peter Schulenburg)